# Jean XII Kosmas
Jean XII Kosmas est le patriarche de Constantinople du 1er janvier 1294 au 21 juin 1303. Il est originaire de Sozopolis.

## Biographie
Il succède à Athanase de Constantinople, dont le goût pour l'ascétisme et les réformes financières très rudes qui privent les monastères d'une grande partie de leur revenu lui ont valu une impopularité croissante.
Dès le début de son patriarcat, Jean XII refuse d'entériner la mesure d'Andronic II prévoyant de jeter l'anathème sur toute personne complotant contre l'empereur. C'est là le symbole d'un refus de l'Église de protéger la dynastie régnante des Paléologue à l'aide de ses outils spirituels. Toutefois, Jean XII Kosmas lutte contre la simonie et il interdit la pratique consistant à acheter des électeurs pour obtenir le poste d'évêque.
Assez vite, Jean XII s'oppose à Andronic sur de nombreux points dont le projet de mariage entre Simone Paléologue, la fille d'Andronic, et Stefan Uroš II Milutin, le roi de Serbie, car Simone n'a que 5 ans. En juillet 1302, Jean XII menace de démissionner et Andronic cherche un prétexte pour rappeler Athanase. Il essaie de jouer sur les prétendus dons de prophète de ce dernier pour lui donner une légitimité. Or Athanase prévoit qu'une grande catastrophe doit s'abattre prochainement sur l'empire dont le mode de vie n'est pas en accord avec les dogmes de l'Église. Cette prévision qui précède de peu le séisme qui frappe Constantinople le 15 janvier 1303 vaut à Athanase l'adulation d'une grande partie de la population. Face à cette situation, Jean XII se retire en juin de la même année.